# Epialtidae
Famille
Les Epialtidae  sont une famille de crabes. Elle comprend près de 400 espèces actuelles et une vingtaine de fossiles dans 85 genres dont cinq fossiles.

## Liste des genres
Selon World Register of Marine Species (25 février 2015) :
- Sous-famille Epialtinae MacLeay, 1838
  - Acanthonyx Latreille, 1829
  - Alcockia Števčić, 2005
  - Antilibinia MacLeay, 1838
  - Cyclonyx Miers, 1879
  - Epialtoides Garth, 1958
  - Epialtus H. Milne Edwards, 1854
  - Esopus A. Milne-Edwards, 1875
  - Eupleurodon Stimpson, 1871
  - Goniothorax A. Milne-Edwards, 1879
  - Griffinia Richer de Forges, 1994
  - Huenia De Haan, 1837
  - Leucippa H. Milne Edwards, 1834
  - Lophorochinia Garth, 1969
  - Menaethiops Alcock, 1895
  - Menaethius H. Milne Edwards, 1834
  - Mimulus Stimpson, 1860
  - Mocosoa Stimpson, 1871
  - Perinia Dana, 1851
  - Pugettia Dana, 1851
  - Sargassocarcinus Ward, 1936
  - Simocarcinus Miers, 1879
  - Taliepus A. Milne-Edwards, 1878
  - Xenocarcinus White, 1847
  - †Actinotocarcinus Jenkins, 1974
  - †Eoinachoides Van Straelen, 1933
  - †Nanomaja Müller & Collins, 1991
  - †Panticarcinus Collins & Saward, 2006
  - †Periacanthus Bittner, 1875
- Sous-famille Pisinae Dana, 1851
  - Acanthophrys A. Milne-Edwards, 1865
  - Anamathia Smith, 1885
  - Apias Rathbun, 1897
  - Apiomithrax Rathbun, 1897
  - Austrolibinia Griffin, 1966
  - Chorilia Dana, 1851
  - Chorilibinia Lockington, 1877
  - Chorinus Latreille, 1825
  - Delsolaria Garth, 1973
  - Doclea Leach, 1815
  - Garthinia Richer de Forges & Ng, 2009
  - Giranauria Griffin & Tranter, 1986
  - Goniopugettia Sakai, 1986
  - Guinotinia Richer de Forges & Ng, 2009
  - Herbstia H. Milne Edwards, 1834
  - Holoplites Rathbun, 1894
  - Hoplophrys Henderson, 1893
  - Hyastenus White, 1847
  - Lahaina Dana, 1851
  - Laubierinia Richer de Forges & Ng, 2009
  - Lepidonaxia Targioni Tozzetti, 1877
  - Lepteces Rathbun, 1893
  - Leptomaia Griffin & Tranter, 1986
  - Libidoclaea H. Milne Edwards & Lucas, 1842
  - Libinia Leach, 1815
  - Lissa Leach, 1815
  - Loxorhynchus Stimpson, 1857
  - Lyramaia Griffin & Tranter, 1986
  - Micippoides A. Milne-Edwards, 1873
  - Microlissa Pretzmann, 1961
  - Micropisa Stimpson, 1857
  - Nasutocarcinus Tavares, 1991
  - Naxioides A. Milne-Edwards, 1865
  - Neodoclea Buitendijk, 1950
  - Nibilia A. Milne-Edwards, 1878
  - Nicoya Wicksten, 1987
  - Notolopas Stimpson, 1871
  - Oplopisa A. Milne-Edwards, 1879
  - Oxypleurodon Miers, 1886
  - Pelia Bell, 1836
  - Phalangipus Latreille, 1825
  - Pisoides H. Milne Edwards & Lucas, 1843
  - Rhinocarcinus Richer de Forges & Ng, 2009
  - Rochinia A. Milne-Edwards, 1875
  - Scyra Dana, 1851
  - Sphenocarcinus A. Milne-Edwards, 1878
  - Stegopleurodon Richer de Forges & Ng, 2009
  - Thusaenys Griffin & Tranter, 1986
  - Trachymaia A. Milne-Edwards, 1880
  - Tylocarcinus Miers, 1879
- Sous-famille Pliosomatinae Števčić, 1994
  - Pliosoma Stimpson, 1860
- Sous-famille Tychinae Dana, 1851
  - Criocarcinus H. Milne Edwards, 1834
  - Picrocerus A. Milne-Edwards, 1865
  - Pitho Bell, 1836
  - Stilbognathus von Martens, 1866
  - Stilbomastax Williams, Shaw & Hopkins, 1977
  - Tyche Bell, 1836

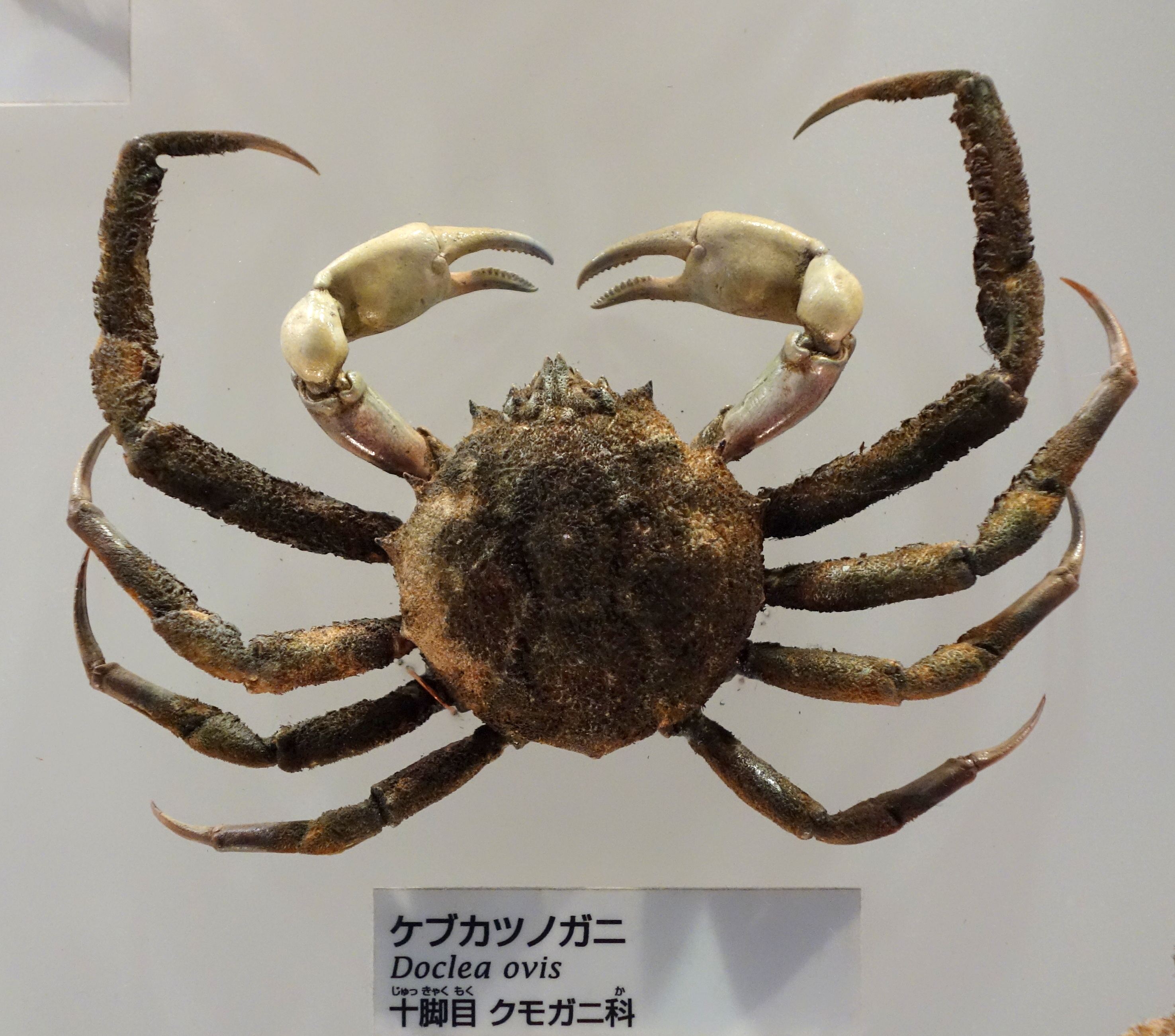
Doclea ovis
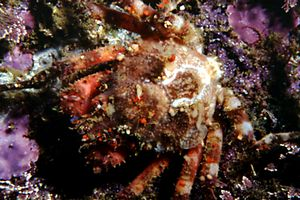
Herbstia condyliata
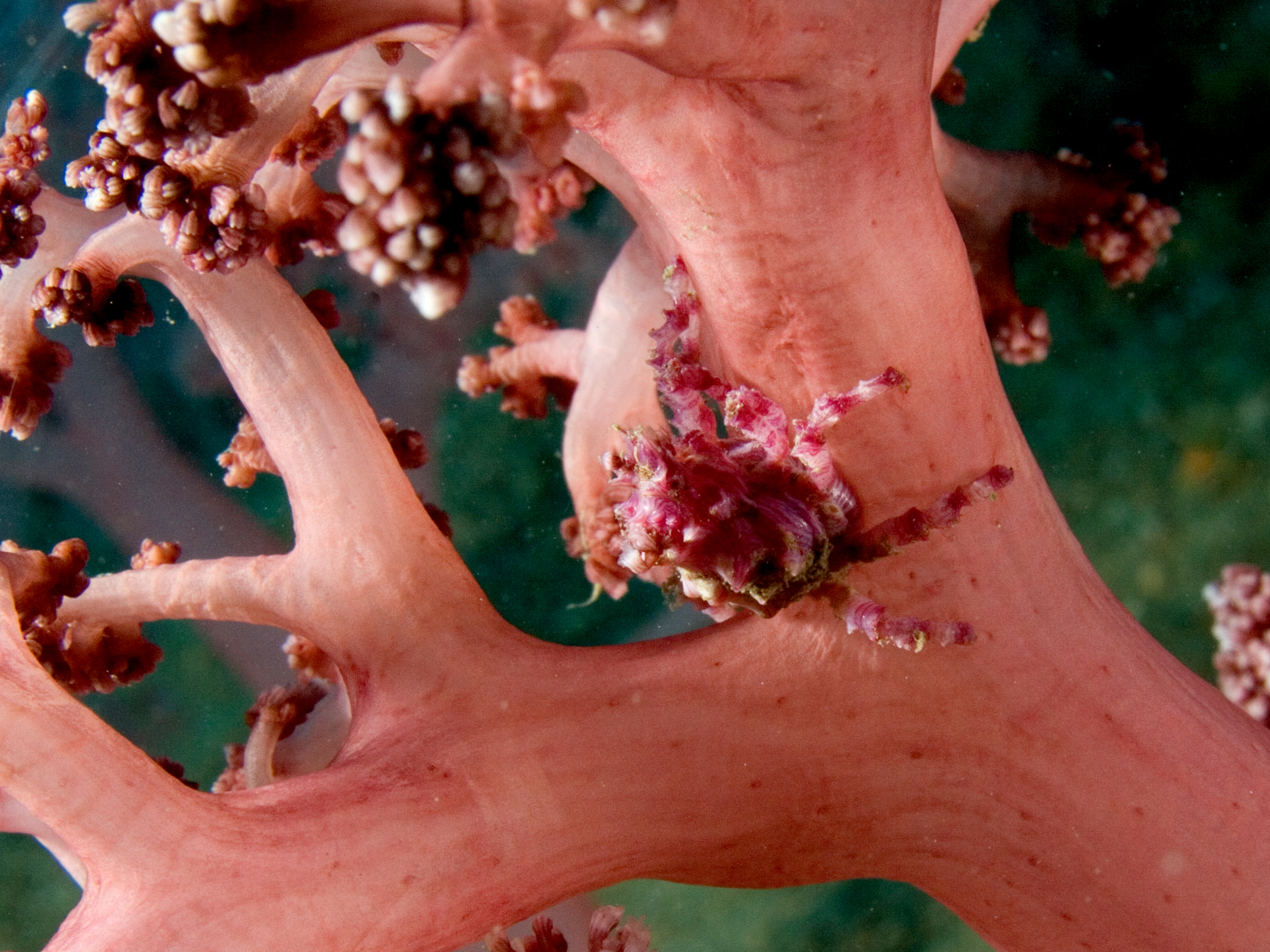
Hoplophrys oatesi
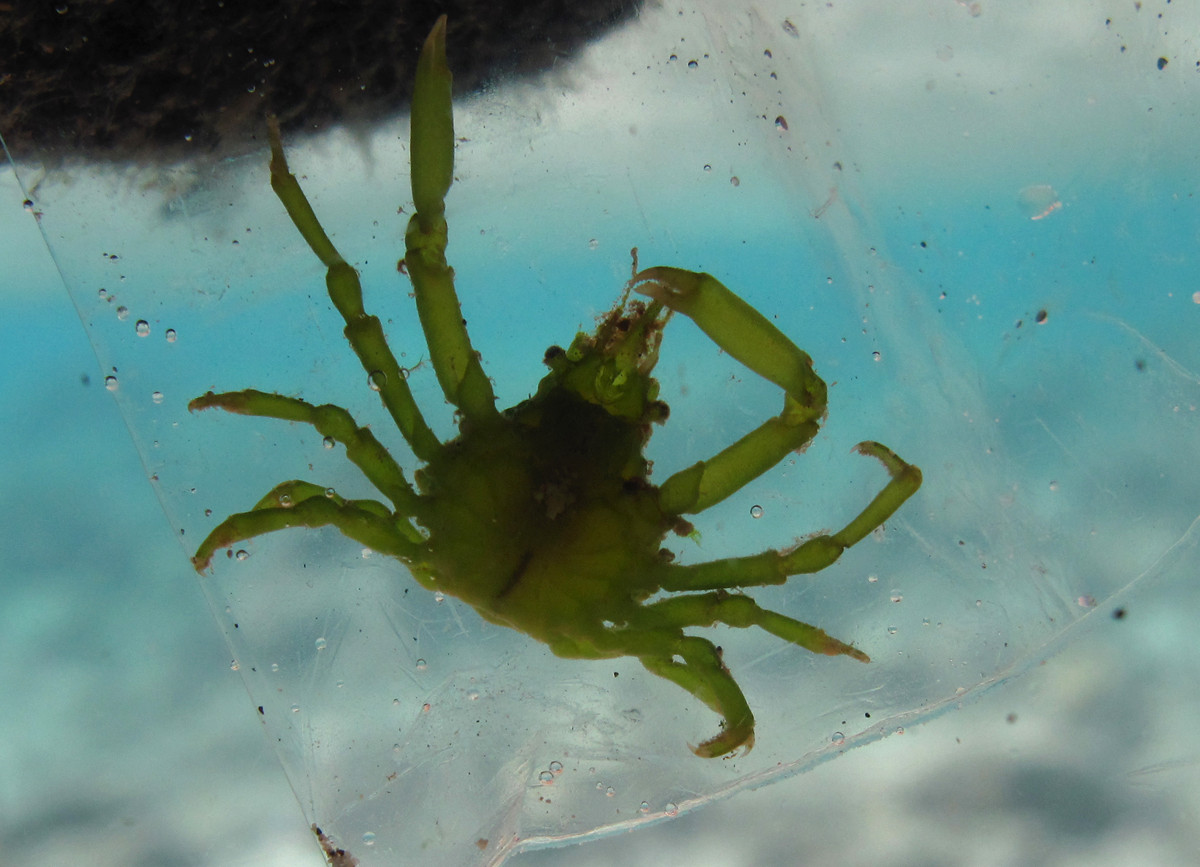
Huenia grandidierii
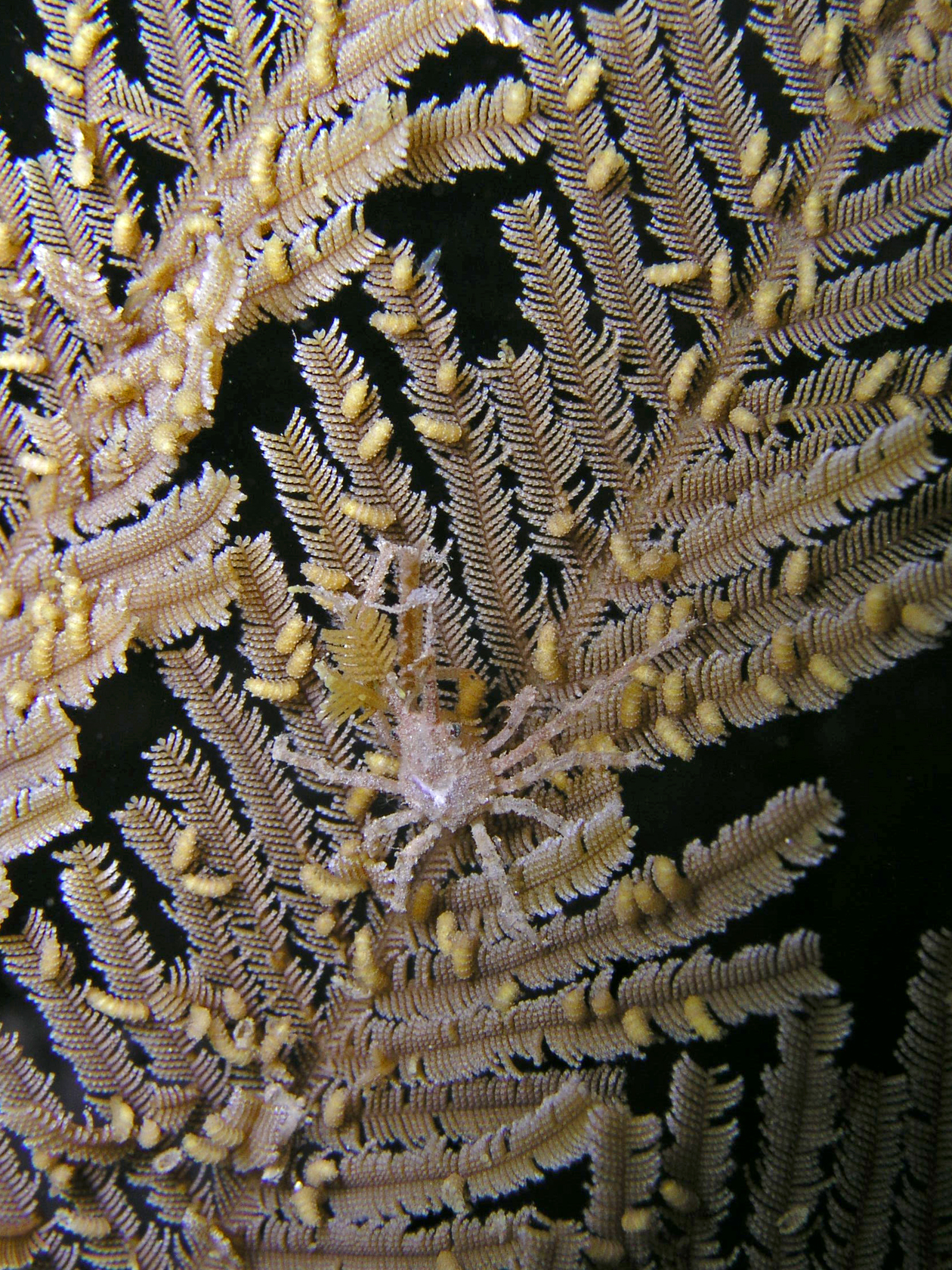
Hyastenus bispinosus
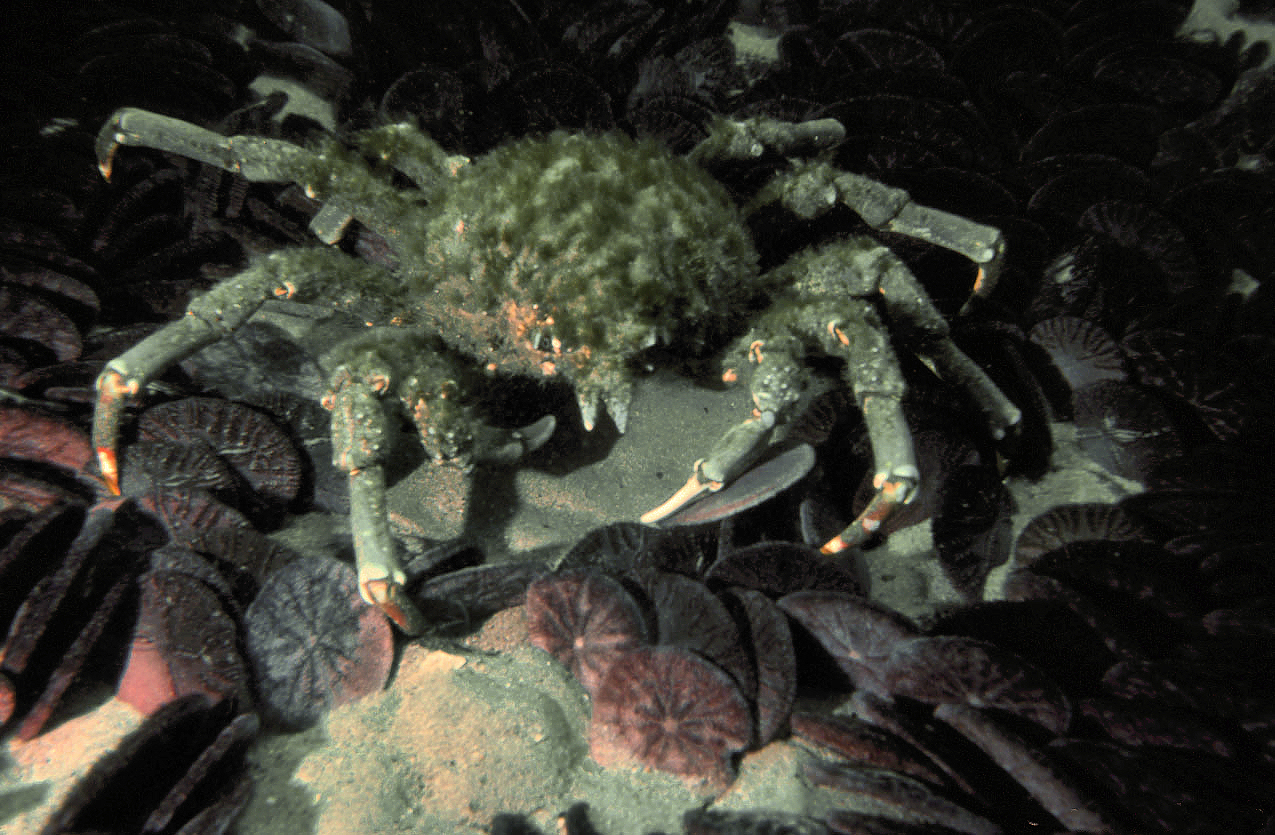
Loxorhynchus grandis
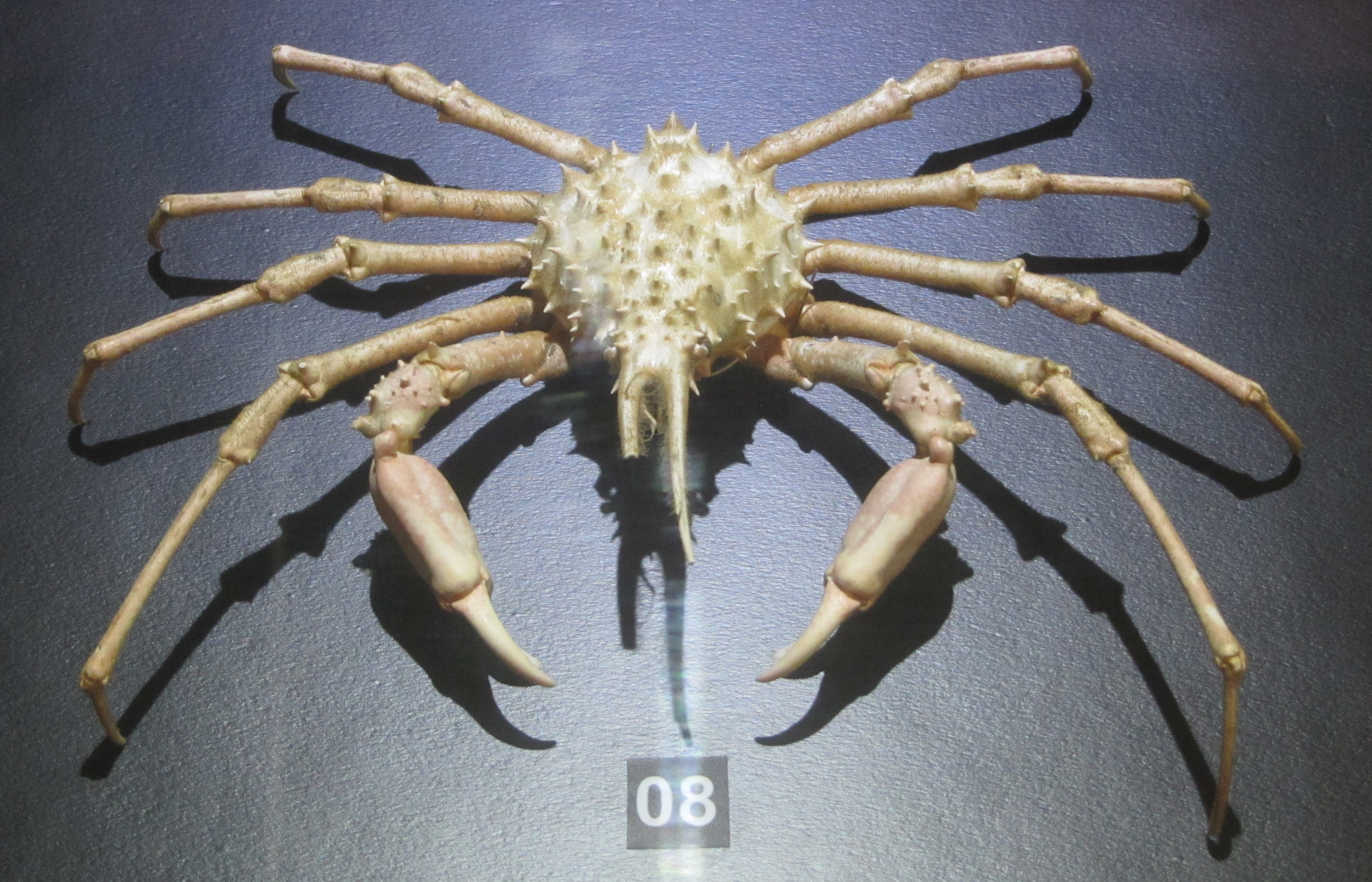
Naxioides robillardi
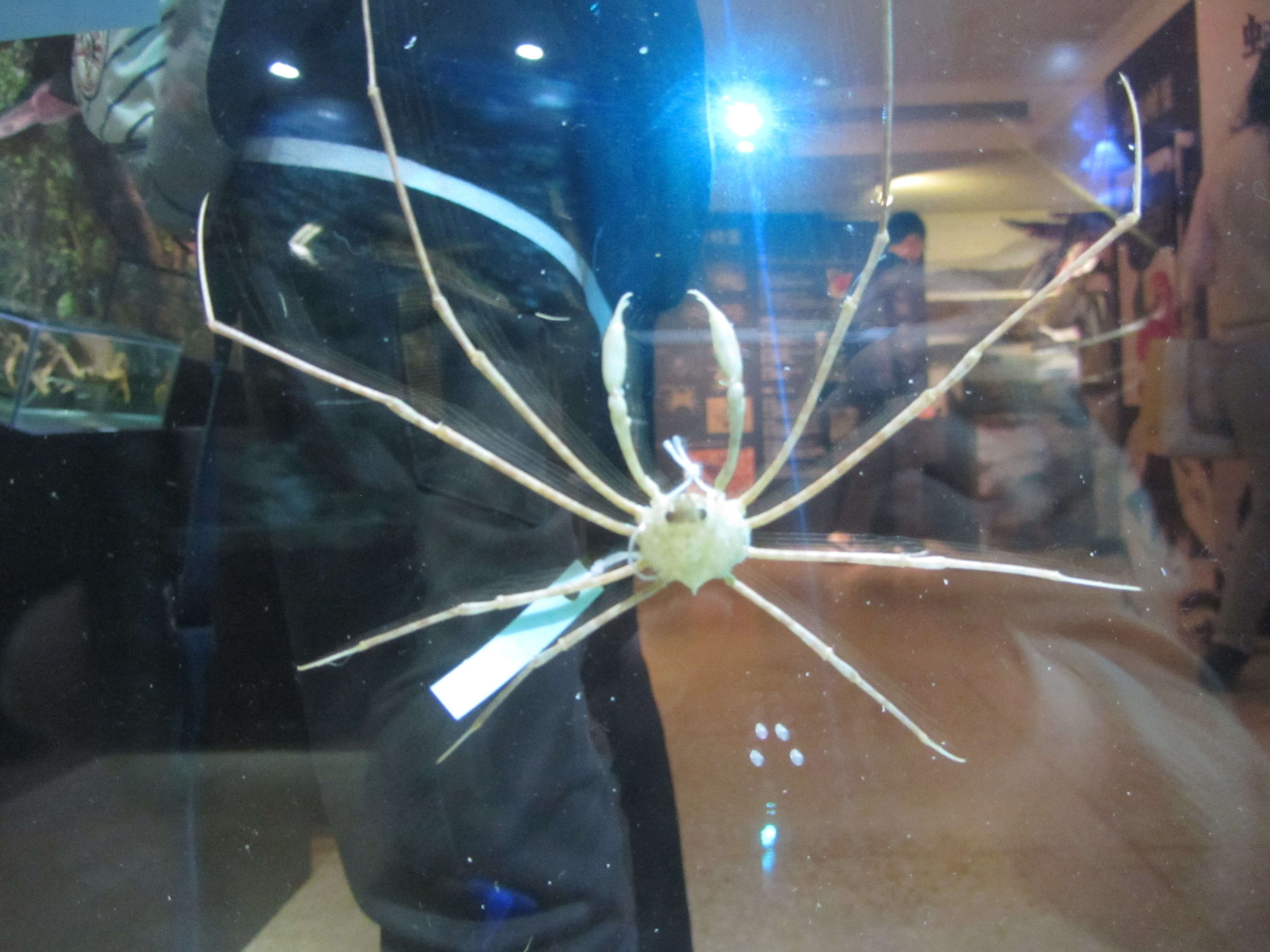
Phalangipus filiformis
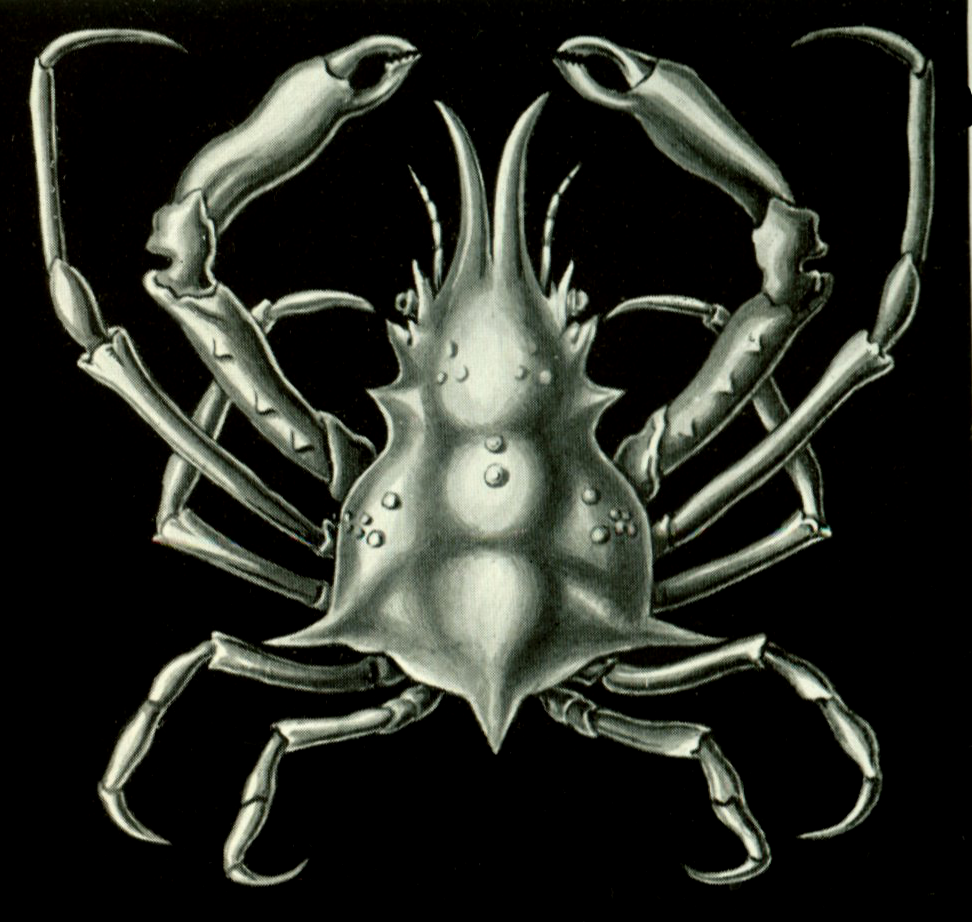
Pisa armata
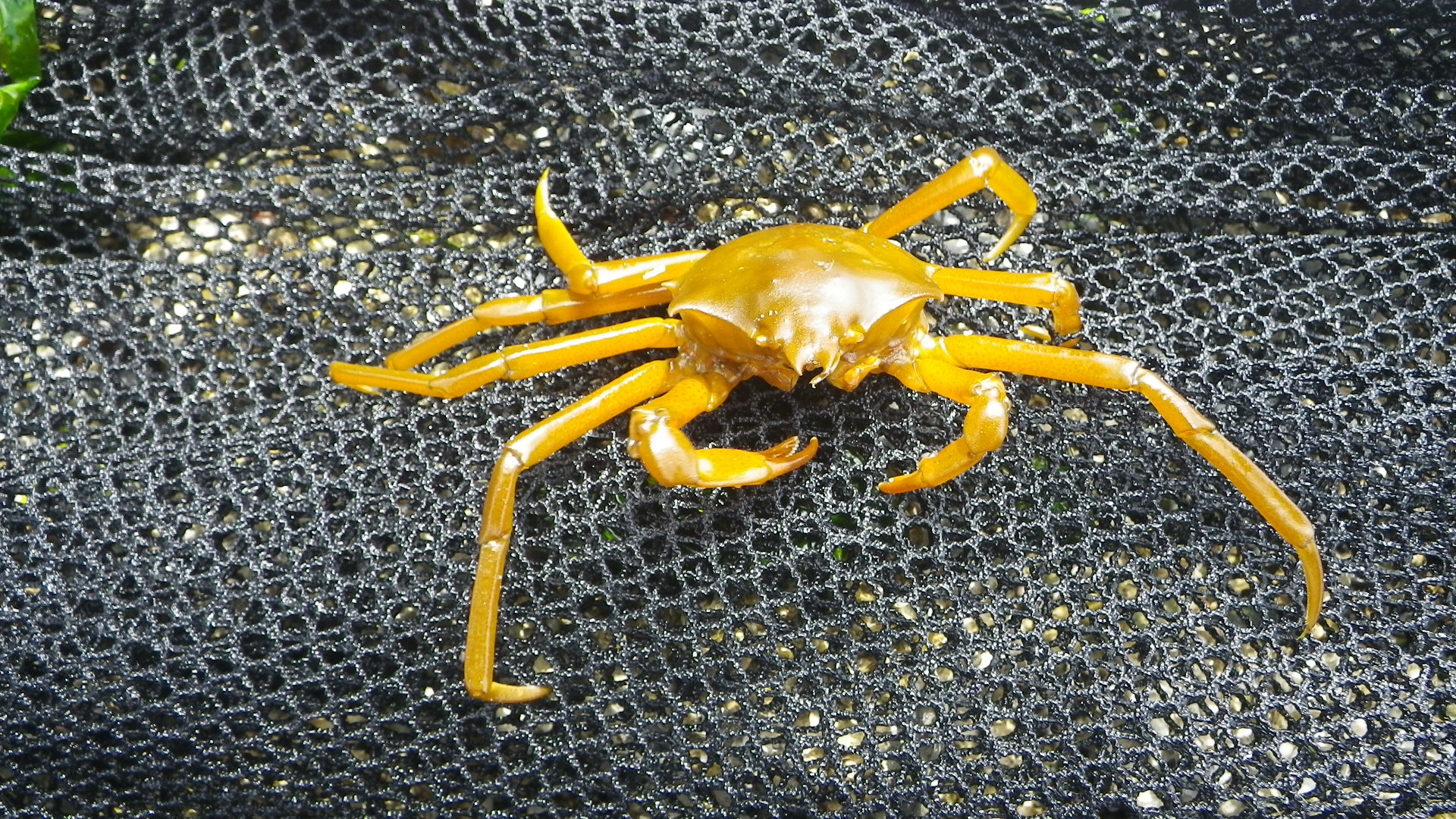
Pugettia productus
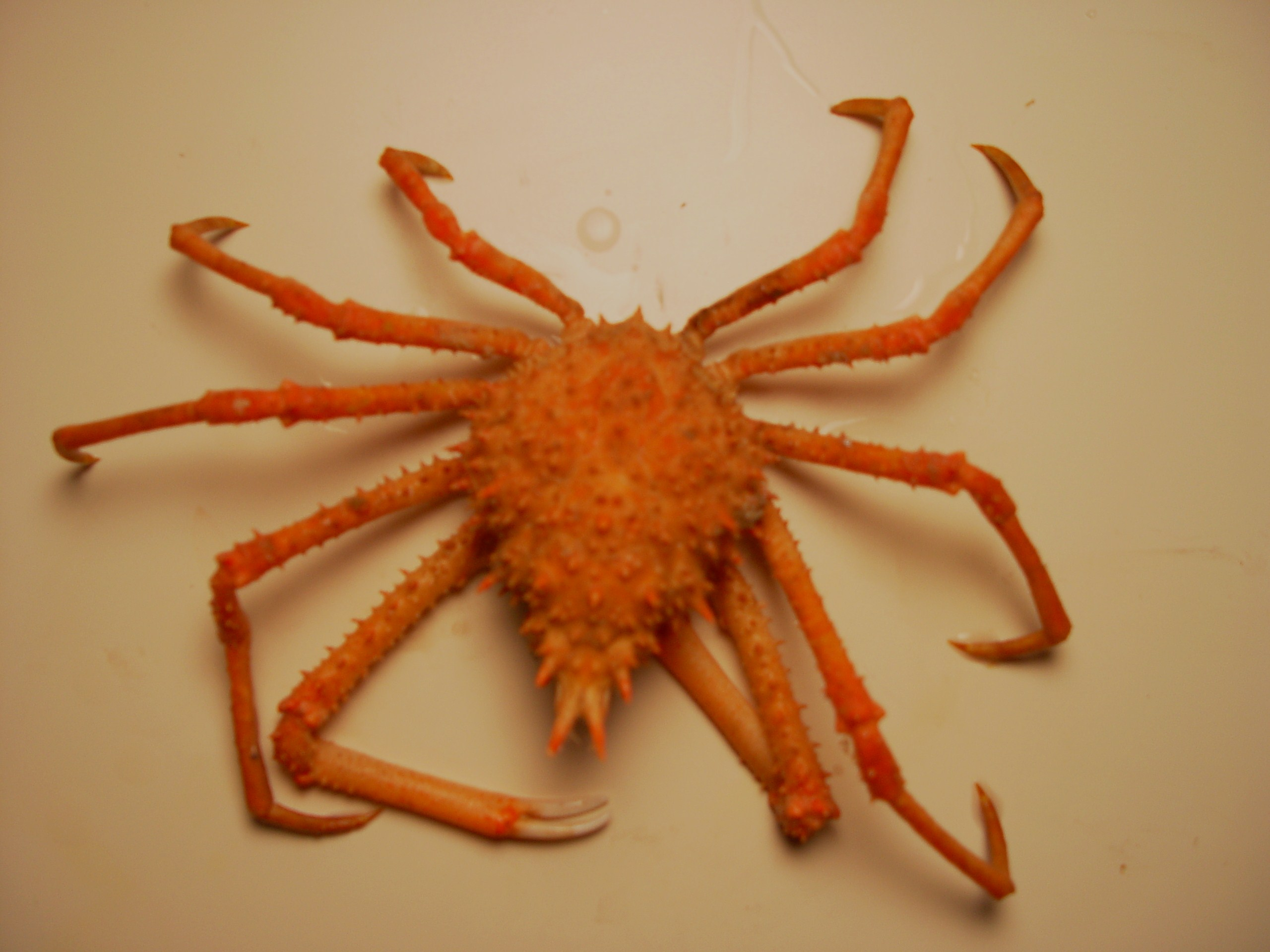
Rochinia crassa
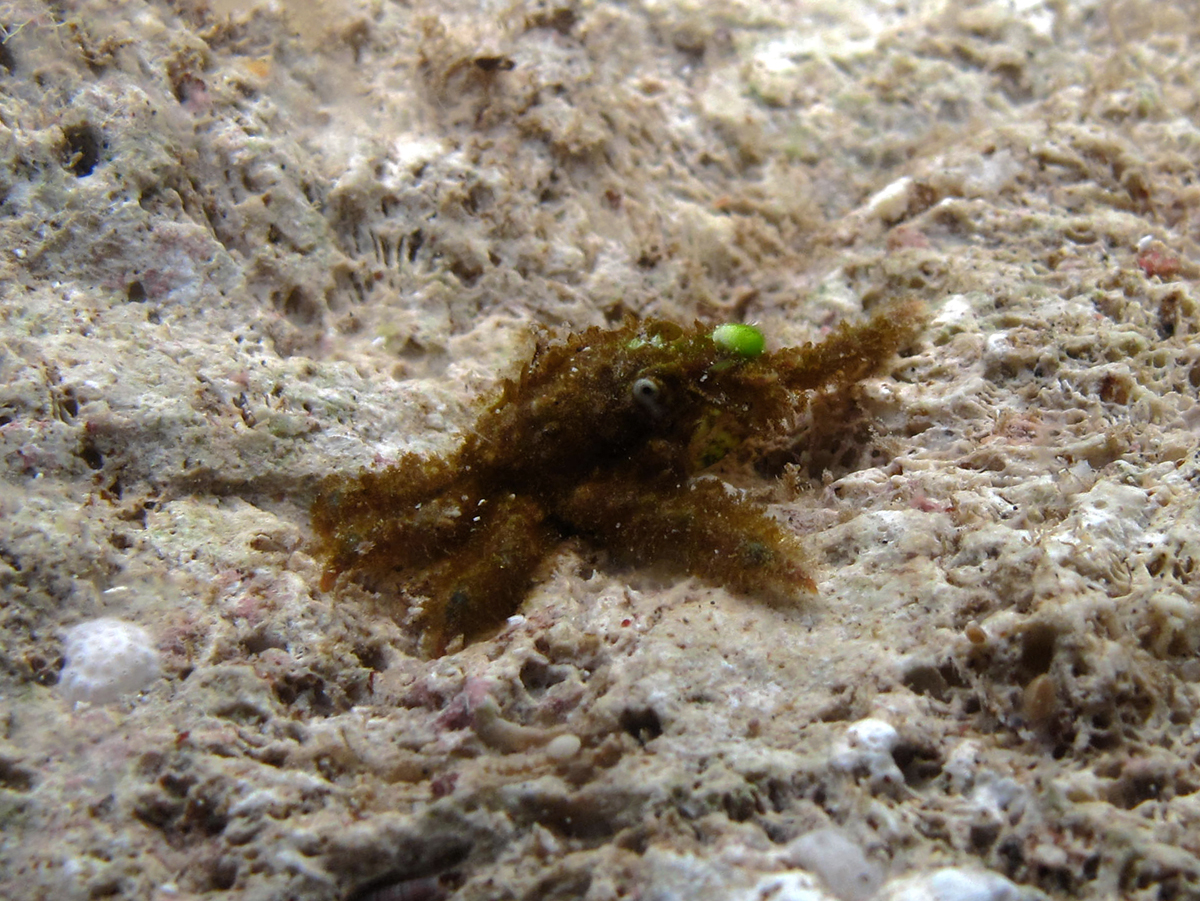
Tylocarcinus styx
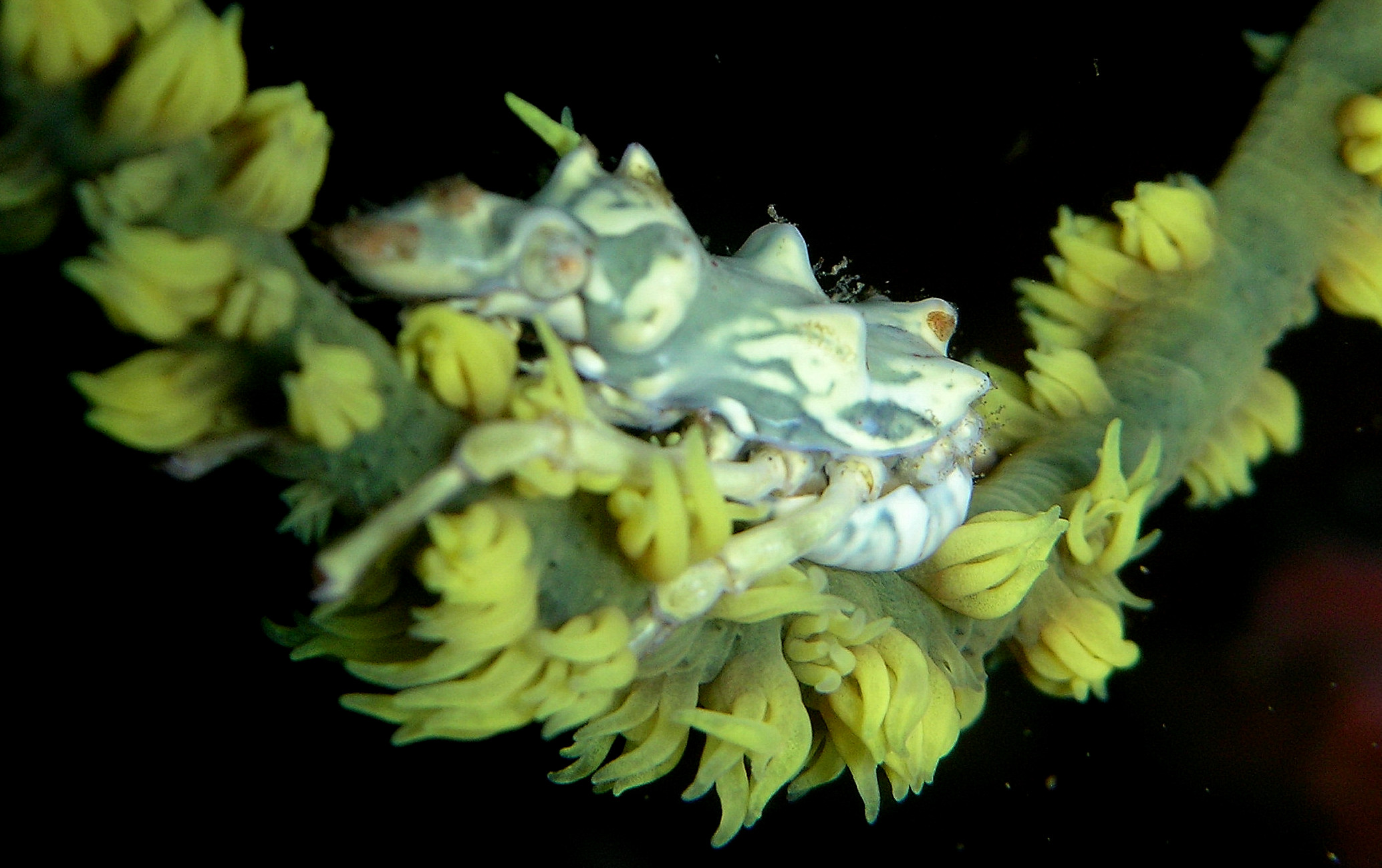
Xenocarcinus tuberculatus

## Référence
- Macleay, 1838 : On the brachyurous decapod Crustacea brought from the Cape by Dr. Smith. Illustrations of the Annulosa of South Africa; being a portion of the objects of natural history chiefly collected during an expedition into the interior of South Africa, under the direction of Dr. Andrew Smith, in the years 1834, 1835. and 1836; fitted out by “The Cape of Good Hope Association for Exploring Central Africa”. p. 53–71.

## Sources
- Ng, Guinot & Davie, 2008 : Systema Brachyurorum: Part I. An annotated checklist of extant brachyuran crabs of the world. Raffles Bulletin of Zoology Supplement, n. 17, p. 1–286.
- De Grave & al., 2009 : A Classification of Living and Fossil Genera of Decapod Crustaceans. Raffles Bulletin of Zoology Supplement, n. 21, p. 1-109.